# Face au destin
 (16 juillet 2023).
Pour plus de détails, voir Fiche technique et Distribution.
Face au destin est un film d'espionnage[réf. nécessaire] français réalisé par Henri Fescourt et sorti en 1940.

## Synopsis
Deux jeunes employés modestes, Jean et Madeleine, rêvent de mener grand train, mais l'expérience tourne mal. Madeleine épouse un aristocrate allemand qui se révèle être un espion, et retrouve Jean qui s'était engagé dans la Légion.

## Fiche technique
- Réalisation : Henri Fescourt
- Assistant réalisateur : Joë Hamman
- Scénario : Jean des Vallières, Alfred Machard d'après une nouvelle de Charles Robert-Dumas
- Décors : Claude Bouxin
- Musique : Jean Lenoir, Mahieddine Bachtarzi
- Photographie : Henri Barreyre, Marcel Villet
- Montage : Pierromax
- Société de production : Diffusions Intellectuelles
- Format :  Son mono - Noir et blanc
- Genre : Comédie dramatique
- Durée : 84 minutes
- Date de sortie : 
  - France - 1er mai 1940

## Distribution
- Jules Berry : Claude Davenay
- Georges Rigaud : Jean Lambert
- Josseline Gaël : l'amie de Claude
- Gaby Sylvia : Madeleine Clairvoix
- Jean-Max : Franz Hermann
- Jean Aquistapace : Sgt. Sobiesky
- Marguerite Pierry : Madame Clairvoix
- Ginette Choisy : la fille
- Jacques Grétillat : le chargé d'affaires
- Robert Pizani : le couturier
- Mittyl Francia : la sœur de Claude
- Alexandre Mihalesco